# Teka Komisji Historycznej
Teka Komisji Historycznej – czasopismo ukazujące się od 2004 roku w Lublinie. Wydawcą jest Oddział PAN w Lublinie. Redaktorem naczelnym jest obecnie Eugeniusz Niebelski. W piśmie publikowane są: artykuły, sprawozdania i recenzje. 